# Stade Renato-Curi
Le Stadio Renato Curi, ou stade Renato-Curi en français, est un stade italien de football situé à Pérouse, en Ombrie.

## Histoire
Initialement appelé le Stadio Pian di Massiano, ce stade fut rebaptisé Stadio Renato Curi, à la suite du décès de ce joueur de Pérouse Calcio, Renato Curi, mort d'un arrêt cardiaque, le 30 octobre 1977, lors du match contre la Juventus.
Ce stade possède une capacité d'accueil de 28 000 places, utilisé par le club de Pérouse Calcio.

## Galerie

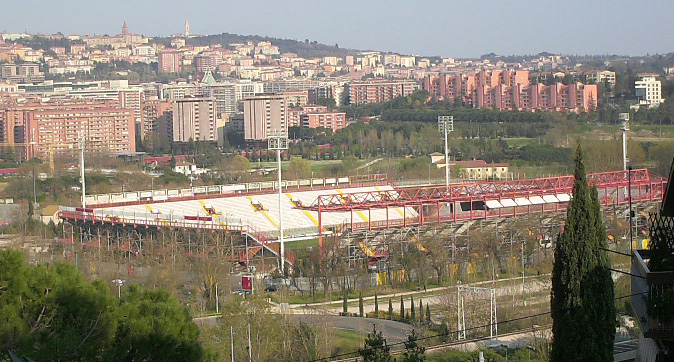
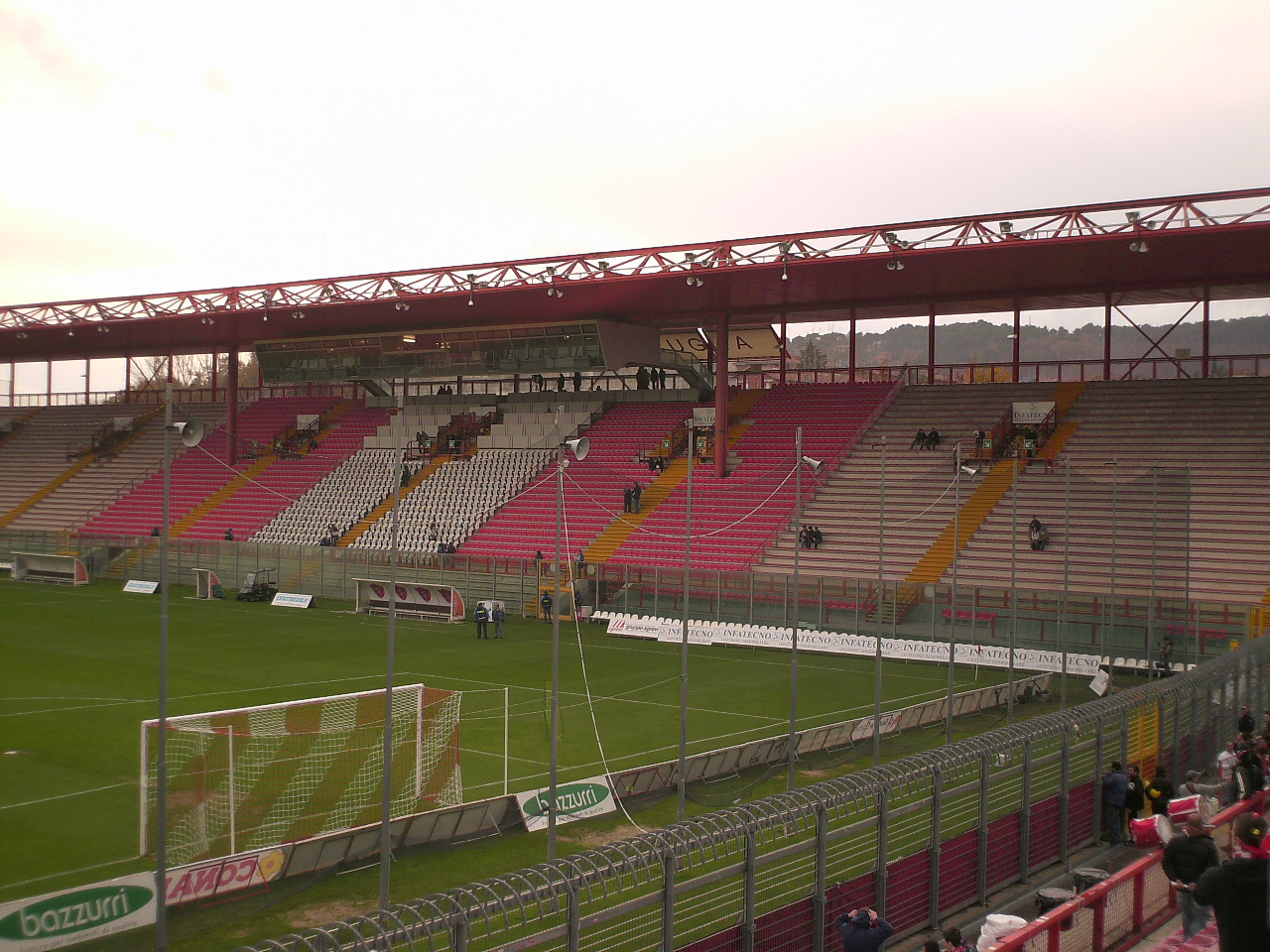
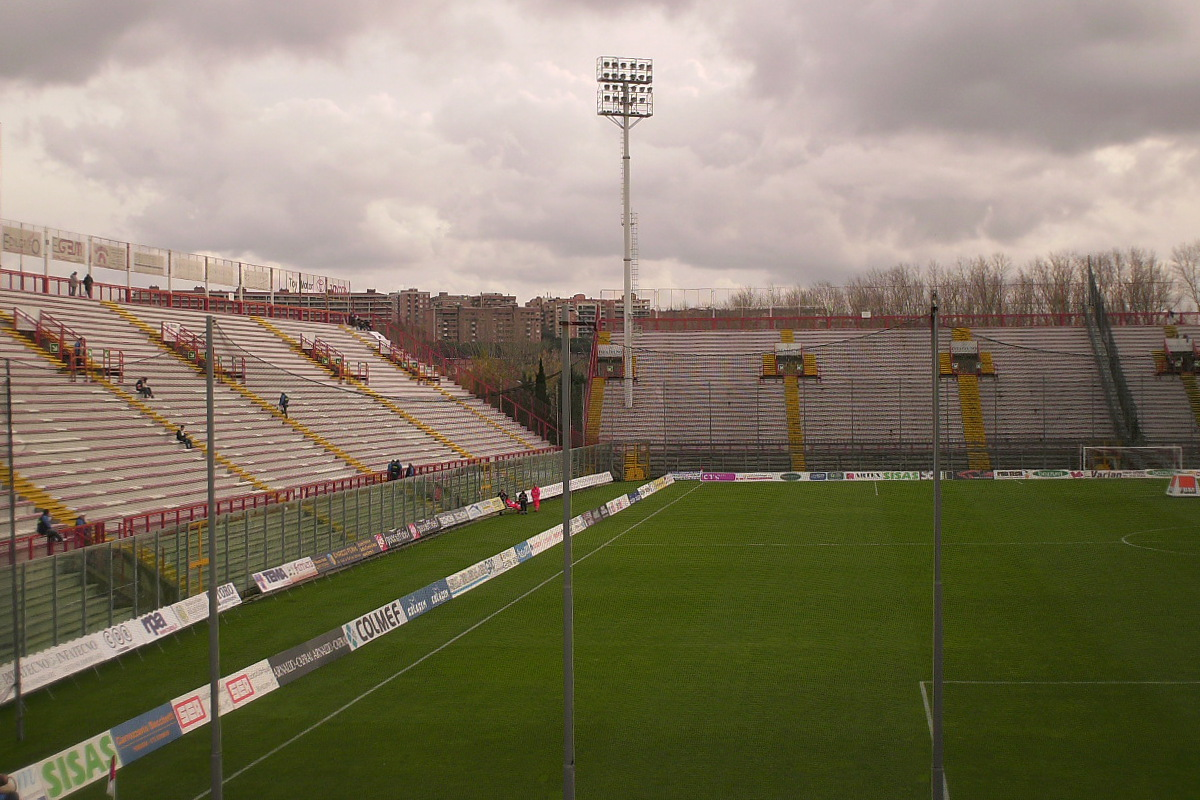
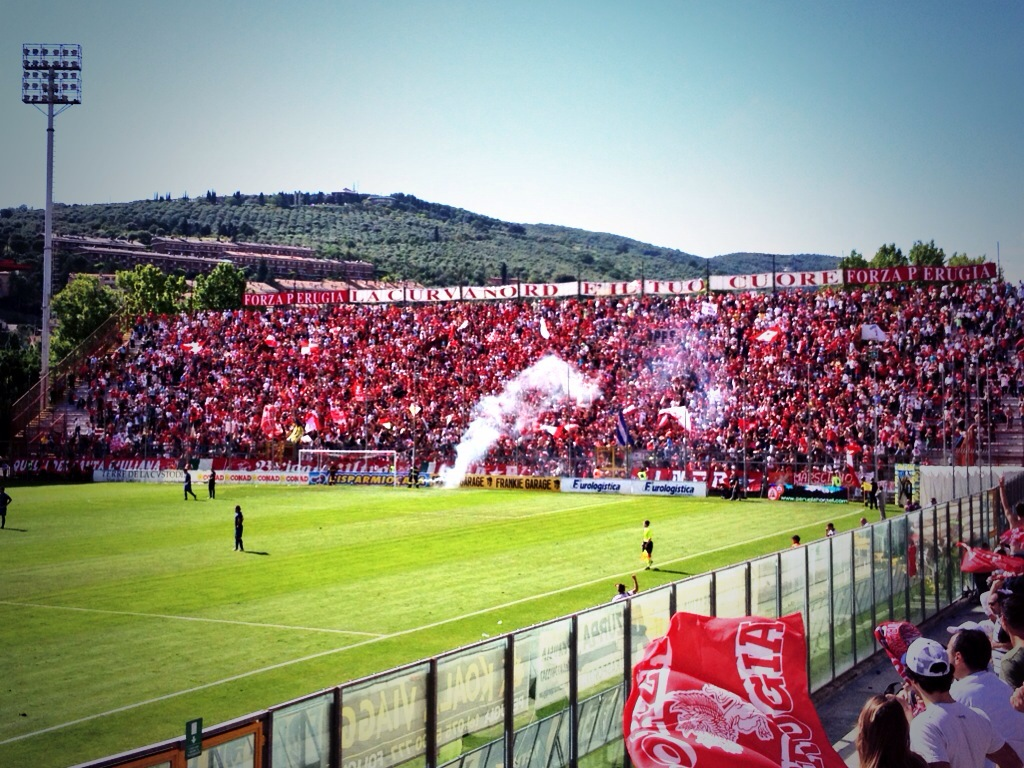